# Kecamatan Kulisusu
Kecamatan Kulisusu är ett distrikt i Indonesien.   Det ligger i provinsen Sulawesi Tenggara, i den centrala delen av landet, 1 800 km öster om huvudstaden Jakarta. Kecamatan Kulisusu ligger på ön Pulau Buton.